# Pył diamentowy

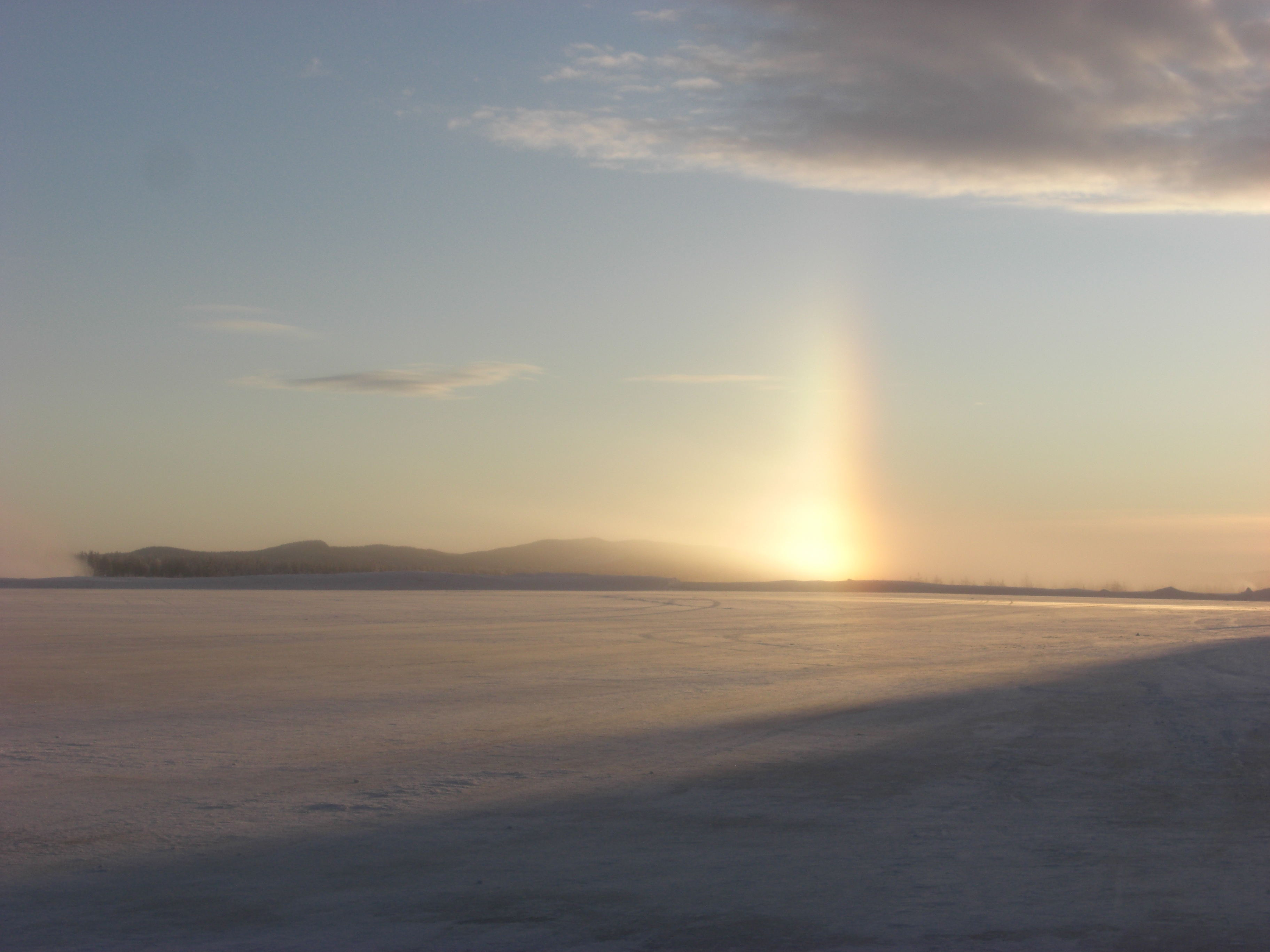
Słońce poboczne na pyle diamentowym.

Słupki lodowe, pył diamentowy – opad niewielkich kryształków lodu w formie słupków, blaszek, nierozgałęzionych w gwiazdki igiełek o rozmiarach do 1 mm; Występują podczas mroźnej pogody.  
symbol przewidziany dla zjawiska opadu słupków lodowych, pyłu diamentowego

## Powstawanie i występowanie
Mogą wystąpić w dowolnym miejscu na Ziemi, gdzie występują mroźne zimy, w powietrzu z dużą liczbą jąder kondensacji już w temperaturach poniżej -10 °C, natomiast w powietrzu czystym dopiero poniżej temp. -40 °C. Na Antarktydzie pył diamentowy tworzy się najczęściej w temp. -25 °C. Pył diamentowy składa się zazwyczaj z dobrze wykształconych kryształów lodu (słupków czasami także płytek) o średnicy około 100 μm. Podczas opadu może wystąpić dynamicznie zmieniające się lekkie zamglenie, jednak widoczność nie spada przeważnie poniżej 1km. Niezmiernie rzadko widoczność jest ograniczona do 600 m, jednak nie należy mylić tego opadu z mgłą lodową.

Słupek lodowy

Słupki lodowe padają z chmur Cirrus lub Cirrostratus, jednak mogą również powstać bliżej powierzchni Ziemi bezpośrednio w powietrzu przez resublimację pary wodnej zgromadzonej w atmosferze. Opad występuje przy bezchmurnym niebie. Jest on dobrze widoczny w promieniach Słońca, Księżyca w postaci skrzących się punkcików, stąd nazwa pył diamentowy. Słupki lodowe opadają tak wolno, że sprawiają wrażenie zwieszonych w powietrzu.
Pył diamentowy w Polsce występuje bardzo rzadko. Najczęściej spotykany jest w klimacie okołobiegunowym i polarnym, gdzie może być obserwowany kilka dni z rzędu. Opad słupków lodowych obserwuje się przy powierzchni Ziemi, w górnych warstwach troposfery oraz w polarnych chmurach stratosferycznych. Grubość warstwy opadu pyłu diamentowego może wynosić od 20 do 300 m.

## Efekty świetlne
Światło, załamując się w kryształach lodu w formie płytek lub słupków o podstawie sześciokątnej, może tworzyć zjawiska optyczne zwane halo, jak słońca poboczne czy słup świetlny. Pył diamentowy może mieć postać kryształów płatkowych o podstawie sześciokątnej, prawie trójkątnej lub prawie czworokątnej – powstają wtedy rzadkie rodzaje halo, jak np. łuk Kerna.